# Сидни (Арканзас)
Сидни (енгл. Sidney) град је у америчкој савезној држави Арканзас.

## Демографија
По попису из 2010. године број становника је 181, што је 94 (-34,2%) становника мање него 2000. године.
| Група             | 2000.       | 2010.       |
| Белци             | 265 (96,4%) | 173 (95,6%) |
| Афроамериканци    | 0 (0,0%)    | 5 (2,8%)    |
| Азијати           | 0 (0,0%)    | 0 (0,0%)    |
| Хиспаноамериканци | 2 (0,7%)    | 3 (1,7%)    |
| Укупно            | 275         | 181         |